# Federica Curiazzi
Federica Curiazzi (Bergamo, 14 agosto 1992) è una marciatrice italiana, vincitrice di 12 titoli italiani (di cui 2 universitari e 9 giovanili) e che vanta 3 presenze con la Nazionale seniores.

## Biografia
Agli italiani cadette del 2007 è stata sesta sulla marcia 3000 m.
Medaglia di bronzo nella marcia 5000 m ai campionati italiani allieve del 2008, mentre agli italiani allieve indoor termina al sesto posto.
Tripletta di titoli italiani allieve di marcia nel 2009: 3000 m indoor, 5000 m outdoor e 10 km su strada.
Due volte vicecampionessa italiana juniores di marcia nel 2010 sui 3000 m indoor e 5000 m outdoor.
Campionessa italiana juniores di marcia nel 2011 sui 3000 m indoor e medaglia d'argento nei 5000 m di marcia all'aperto.
Nona nel 2011 agli Europei juniores nella marcia 10000 m a Tallinn (Estonia).
Assente ai campionati italiani assoluti indoor del triennio 2009-2010-2011.
Pur essendo tra le partecipanti agli assoluti di Milano 2009, nella finale della marcia 5000 m, non ha però gareggiato.
Bronzo nella classifica a squadre ed 11º posizione individuale nel 2010, nella Coppa del mondo juniores di marcia a Chihuahua in Messico.
Agli assoluti di Torino 2011, pur essendo iscritta nella finale della marcia 10000 m, non ha però gareggiato.
Medaglia d'argento nella classifica a squadre e quinto posto individuale, nella Coppa Europa juniores di marcia ad Olhão in Portogallo.
Tripletta di titoli italiani promesse di marcia nel 2012: 3000 m indoor (quinta assoluta), 10000 m outdoor e 20 km su strada. Vicecampionessa sia ai nazionali universitari sui 5000 m di marcia che agli italiani assoluti sui 20 km di marcia su strada.
Sia agli assoluti di Bressanone 2012 che a quelli di Milano 2013 si è ritirata dalla finale della marcia 10000 m; sia ai campionati italiani promesse che a quelli assoluti, entrambi indoor 2013, pur essendo iscritta alla finale dei 3000 m, non ha però gareggiato.
Due titoli italiani di marcia nel 2013: 20 km di marcia su strada promesse (bronzo tra le assolute) e 5000 m ai nazionali universitari; medaglia d'argento sui 10000 m di marcia ai campionati italiani promesse.
Settima nel 2013 sui 20 km di marcia su strada agli Europei under 23 a Tampere in Finlandia.
Medaglia d'oro ai Giochi del Mediterraneo under 23 ad Aubagne in Francia nella marcia 10000 m; 22º posto agli Europei di Zurigo in Svizzera.
2014, titolo italiano promesse nei 10000 m di marcia; vicecampionessa nei 20 km di marcia su strada promesse (quarta assoluta), 5000 m di marcia ai nazionali universitari e sui 10 km di marcia su strada agli assoluti.
Sia agli assoluti indoor di Ancona 2014 che a quelli di Padova 2015, durante la finale dei 3000 m, è stata squalificata; sempre al coperto è stata squalificata anche nella finale dei 3000 m degli italiani promesse.
Il 28 aprile del 2015 si è laureata in lettere all'Università di Bergamo.
Titolo nazionale universitario nel 2015 sui 5000 m di marcia outdoor e poi medaglia di bronzo agli assoluti di Torino sui 10 km di marcia.
Alle Universiadi di Gwangju in Corea del Sud è giunta 11ª.

## Record nazionali

### Promesse
- Marcia miglio: 6'38"29 ( Celle Ligure, 26 giugno 2014)[2]

## Progressione

### Marcia 3000 metri indoor
| Stagione | Misura   | Luogo  | Data      | Rank. Mond. |
| -------- | -------- | ------ | --------- | ----------- |
| 2025     | 12'17"08 | Ancona | 22-2-2025 |             |
| 2021     | 13'32"85 | Ancona | 22-2-2021 |             |
| 2014     | 14'17"81 | Padova | 19-1-2014 |             |
| 2012     | 13'52"83 | Ancona | 25-2-2012 |             |
| 2011     | 14'16"34 | Ancona | 13-2-2011 |             |
| 2010     | 14'09"08 | Ancona | 14-2-2010 |             |
| 2009     | 14'01"29 | Padova | 17-1-2009 |             |
| 2008     | 15'07"44 | Genova | 16-2-2008 |             |

### Marcia 5000 metri
| Stagione | Misura   | Luogo             | Data      | Rank. Mond. |
| -------- | -------- | ----------------- | --------- | ----------- |
| 2015     | 21'55”70 | Milano            | 23-4-2015 |             |
| 2013     | 22'03”50 | Milano            | 24-5-2013 |             |
| 2013     | 22'45”20 | Milano            | 24-4-2013 |             |
| 2012     | 23'32”74 | Lodi              | 19-5-2012 |             |
| 2011     | 23'56”78 | Brescia           | 25-5-2011 |             |
| 2010     | 24'18”31 | Pescara           | 18-6-2010 |             |
| 2009     | 23'46”81 | Chiari            | 2-5-2009  |             |
| 2008     | 24'47”80 | Cinisello Balsamo | 7-6-2008  |             |

### Marcia 10 km su strada
| Stagione | Misura | Luogo          | Data       | Rank. Mond. |
| -------- | ------ | -------------- | ---------- | ----------- |
| 2025     | 43'48  | Caorle         | 3-8-2025   |             |
| 2024     | 46'08  | La Spezia      | 30-6-2024  |             |
| 2023     | 46'01  | Molfetta       | 28-7-2023  |             |
| 2022     | 48'04  | Rieti          | 24-6-2022  |             |
| 2021     | 46'10  | Rovereto       | 25-6-2021  |             |
| 2020     | 45'50  | Modena         | 18-10-2020 |             |
| 2019     | 48'44  | Scanzorosciate | 31-3-2019  |             |
| 2015     | 47'39  | Torino         | 24-7-2015  |             |
| 2014     | 46'21  | Rovereto       | 18-7-2014  |             |
| 2013     | 52'32  | Genova         | 10-2-2013  |             |
| 2012     | 49'36  | Villa di Serio | 14-10-2012 |             |
| 2011     | 49'14  | Olhão          | 21-5-2011  |             |
| 2010     | 49'51  | Poděbrady      | 10-4-2010  |             |
| 2009     | 48'48  | Metz           | 24-5-2009  |             |
| 2008     | 51'42  | Piacenza       | 12-10-2008 |             |

### Marcia 20 km su strada
| Stagione | Misura  | Luogo               | Data       | Rank. Mond. |
| -------- | ------- | ------------------- | ---------- | ----------- |
| 2025     | 1:29'44 | Sant'Alessio Siculo | 30-3-2025  |             |
| 2024     | 1:31'41 | La Coruña           | 18-5-2024  |             |
| 2022     | 1:38'06 | Alberobello         | 1-5-2022   |             |
| 2021     | 1:36'47 | Grottaglie          | 7-3-2021   |             |
| 2020     | 1:38'10 | Podebrady           | 10-10-2020 |             |
| 2015     | 1:35'32 | Cassino             | 29-3-2015  |             |
| 2014     | 1:35'48 | Zurigo              | 14-8-2014  |             |
| 2013     | 1:37'34 | Tampere             | 10-7-2013  |             |
| 2012     | 1:44'51 | Sesto San Giovanni  | 17-6-2012  |             |
| 2010     | 1:46'46 | Montalto di Castro  | 24-1-2010  |             |

## Palmares
| Anno | Manifestazione                   | Sede       | Evento         | Risultato | Tempo    | Note                          |
| ---- | -------------------------------- | ---------- | -------------- | --------- | -------- | ----------------------------- |
| 2009 | Mondiali allievi                 | Bressanone | Marcia 5000 m  | 12ª       | 24'12"67 | [ 3 ]                         |
| 2010 | Mondiali juniores                | Moncton    | Marcia 10000 m | 11ª       | 48'11"34 | [ 4 ]                         |
| 2011 | Europei juniores                 | Tallinn    | Marcia 10000 m | 9ª        | 50'19"49 | [ 5 ]                         |
| 2013 | Europei under 23                 | Tampere    | Marcia 20 km   | 6ª        | 1h37'34" | [ 6 ]                         |
| 2014 | Giochi del Mediterraneo under 23 | Aubagne    | Marcia 10000 m | Oro       | 46'33"33 | [ 7 ]                         |
| 2014 | Europei                          | Zurigo     | Marcia 20 km   | 22ª       | 1h35'48" | [ 8 ]                         |
| 2015 | Universiadi                      | Gwangju    | Marcia 20 km   | 11ª       | 1h38'27" | [ 9 ]                         |
| 2022 | Europei                          | Monaco     | Marcia 35 km   | 4ª        | 2h52'06" | Miglior prestazione personale |
| 2023 | Mondiali                         | Budapest   | Marcia 35 km   | 15ª       | 2h53'27" |                               |

## Campionati nazionali
- 1 volta campionessa italiana assoluta di marcia 35 km (2022)
- 1 volta campionessa italiana assoluta di marcia 10 km (2025)
- 1 volta campionessa italiana assoluta di marcia 3000 m (2025)
- 2 volte campionessa universitaria di marcia 5000 m (2015, 2013)
- 1 volta campionessa promesse di marcia 10000 m (2014)
- 2 volte campionessa promesse di marcia 20 km su strada (2012, 2013)
- 1 volta campionessa promesse di marcia 10000 m (2012)
- 1 volta campionessa promesse indoor di marcia 3000 m (2012)
- 1 volta campionessa juniores indoor di marcia 3000 m (2011)
- 1 volta campionessa allieve di marcia 10 km su strada (2009)
- 1 volta campionessa allieve di marcia 5000 m (2009)
- 1 volta campionessa allieve indoor di marcia 3000 m (2009)

2007
- 6ª ai Campionati italiani cadetti e cadette, (Ravenna), Marcia 3000 m - 15'44"96[10]

2008
- 6ª ai Campionati italiani allievi-juniores-promesse indoor, (Ancona), 3000 m - 15'42"38[11]
- Bronzo ai Campionati italiani allievi e allieve, (Rieti), Marcia 5000 m - 24'53"05[12]

2009
- Oro ai Campionati italiani allievi-juniores-promesse indoor, (Ancona), Marcia 3000 m - 14'12"10[13]
- Oro ai Campionati italiani allievi e allieve, (Grosseto), Marcia 5000 m - 24'22"92[14]
- Oro ai Campionati italiani di marcia 10 km su strada, (Grottamare), Marcia 10 km su strada - 49'10 (allieve)[15]

2010
- Argento ai Campionati italiani allievi-juniores-promesse indoor, (Ancona), Marcia 3000 m - 14'09"08[16]
- Argento ai Campionati italiani juniores e promesse, (Pescara), Marcia 5000 m - 24'18"31[17]

2011
- Oro ai Campionati italiani allievi-juniores-promesse indoor, (Ancona), Marcia 3000 m - 14'16"34[18]
- Argento ai Campionati italiani juniores e promesse, (Bressanone), Marcia 5000 m - 24'58"23[19]

2012
- 5ª ai Campionati italiani assoluti e promesse indoor, (Ancona), Marcia 3000 m - 13'52"83 (assolute)[20]
- Oro ai Campionati italiani assoluti e promesse indoor, (Ancona), Marcia 3000 m - 13'52"83 (promesse)[21]
- Argento ai Campionati nazionali universitari, (Messina), Marcia 5000 m - 24'24"82[22]
- Oro ai Campionati italiani juniores e promesse, (Misano Adriatico), Marcia 10000 m - 48'59"42[23]
- Argento ai Campionati italiani assoluti di marcia 20 km su strada, (Sesto San Giovanni), Marcia 20 km su strada - 1:44'51[24]
- In finale ai Campionati italiani assoluti, (Bressanone), Marcia 10000 m - r[25]
- Oro ai Campionati italiani promesse di marcia 20 km su strada, (Druento), Marcia 20 km su strada - 1:45'00[26]

2013
- Bronzo ai Campionati italiani di marcia 20 km su strada, (Molfetta), Marcia 20 km su strada - 1:42'58 (assolute)[27]
- Oro ai Campionati italiani di marcia 20 km su strada, (Molfetta), Marcia 20 km su strada - 1:42'58 (promesse)[27]
- Oro ai Campionati nazionali universitari, (Cassino), Marcia 5000 m - 23'16"84[28]
- Argento ai Campionati italiani juniores e promesse, (Rieti), Marcia 10000 m - 47'45"11[29]
- In finale ai Campionati italiani assoluti, (Milano), Marcia 10000 m - r[30]

2014
- In finale si Campionati juniores e promesse indoor, (Ancona), Marcia 3000 m - dq[31]
- In finale ai Campionati italiani assoluti indoor, (Ancona), Marcia 3000 m - dq[32]
- 4ª ai Campionati italiani di marcia 20 km su strada, (Locorotondo), Marcia 20 km su strada - 1:44'29 (assolute)[33]
- Argento ai Campionati italiani di marcia 20 km su strada, (Locorotondo), Marcia 20 km - 1:44'29 (promesse)[33]
- Argento ai Campionati nazionali universitari, (Milano), Marcia 5000 m - 22'03"50[34]
- Oro ai Campionati italiani juniores e promesse, (Torino), Marcia 10000 m - 46'52"89[35]
- Argento ai Campionati italiani assoluti, (Rovereto), Marcia 10 km su strada - 46'21[36]

2015
- In finale ai Campionati italiani assoluti indoor, (Padova), Marcia 3000 m - dq[37]
- Oro ai Campionati nazionali universitari, (Fidenza), Marcia 5000 m - 22'24"27[38]
- Bronzo ai Campionati italiani assoluti, (Torino), Marcia 10 km su strada - 47'39[39]

2021
- Bronzo ai campionati italiani assoluti, marcia 35 km - 3h10'57"
- Argento ai campionati italiani assoluti, marcia 10 km - 46'10"

2022
- Oro ai campionati italiani assoluti, marcia 35 km - 2h52'24"

2023
- Bronzo ai campionati italiani assoluti, marcia 35 km - 2h58'09"
- Argento ai campionati italiani assoluti, marcia 10 km - 46"01

2024
- Bronzo ai campionati italiani assoluti di marcia 20 km (Frosinone), marcia 20 km - 1h36'32"
- Bronzo ai campionati italiani assoluti (La Spezia), marcia 10 km - 46'07"

2025
- Oro ai campionati italiani assoluti indoor, 3000 m marcia - 12'17"10
- Oro ai campionati italiani assoluti (Caorle), marcia 10 km - 43'48"

## Altre competizioni internazionali
2008
- Argento nell'Incontro internazionale di marcia con 9 Nazioni (BLR, CZE, DEN, ESP, HUN, ITA, SVK, SWE, UKR), ( Poděbrady), Marcia 5 km - 25'04 (allieve)[40]
- Oro nell'Incontro internazionale di marcia con 9 Nazioni (BLR, CZE, DEN, ESP, HUN, ITA, SVK, SWE, UKR), ( Poděbrady), Classifica a squadre (allieve)[41]

2009
- 4ª nell'Incontro internazionale di marcia con 7 Nazioni, (CZE, FIN, FRA, HUN, ITA, LTU, SVK), ( Poděbrady), Marcia 10 km su strada - 50'26 (juniores)[42]
- Oro nell'Incontro internazionale di marcia con 7 Nazioni (CZE, FIN, FRA, HUN, ITA, LTU, SVK), ( Poděbrady), Classifica a squadre (juniores)[43]
- 7ª nella Coppa Europa juniores di marcia, ( Metz), Marcia 10 km su strada - 48'48[42]
- Oro nella Coppa Europa juniores di marcia, ( Metz), Classifica a squadre[44]

2010
- 8ª nell'Incontro internazionale di marcia con 9 Nazioni (CZE, DEU, FIN, FRA, HUN, ITA, LTU, SVK, SWE), ( Poděbrady), Marcia 10 km su strada - 49'51 (juniores)[4]
- Oro nell'Incontro internazionale di marcia, 9 Nazioni (CZE, DEU, FIN, FRA, HUN, ITA, LTU, SVK, SWE), ( Poděbrady), Classifica a squadre (juniores)[45]
- 11ª nella Coppa del mondo juniores di marcia, ( Chihuahua), Marcia 10 km su strada - 50'45[4]
- Bronzo nella Coppa del mondo juniores di marcia, ( Chihuahua), Classifica a squadre[46]

2011
- 6ª nell'Incontro internazionale di marcia con 9 Nazioni (BLR, CZE, ESP, HUN, ITA, LTU, SUI, SVK, SWE), ( Poděbrady), Marcia 10 km su strada - 51'56 (juniores)[47]
- Argento nell'Incontro internazionale di marcia con 9 Nazioni (BLR, CZE, ESP, HUN, ITA, LTU, SUI, SVK, SWE), ( Poděbrady), Classifica a squadre (juniores)[47]
- 5ª nella Coppa Europa juniores di marcia, ( Olhão), Marcia 10 km su strada - 49'16[48]
- Argento nella Coppa Europa juniores di marcia, ( Olhão), Classifica a squadre[49]

2013
- 15ª nell'Incontro internazionale di marcia con 8 Nazioni (CZE, HUN, ITA, LTU, SUI, SVK, SWE, UKR), ( Poděbrady), Marcia 20 km su strada - 1:42'19[50]
- Argento nell'Incontro internazionale di marcia con 8 Nazioni (CZE, HUN, ITA, LTU, SUI, SVK, SWE, UKR), ( Poděbrady), Classifica a squadre[51]

2014
- 12ª nell'Incontro internazionale di marcia con 13 Nazioni (BRA, CZE, ECU, FIN, FRA, GBR, ITA, IRL, LAT, LTU, POL, SVK, UKR), ( Poděbrady), Marcia 20 km - 1:36'30[8]
- 6ª nell'Incontro internazionale di marcia con 13 Nazioni (BRA, CZE, ECU, FIN, FRA, GBR, ITA, IRL, LAT, LTU, POL, SVK, UKR), ( Poděbrady), Classifica a squadre[52]
- 57ª nella Coppa del mondo di marcia, ( Taicang), Marcia 20 km su strada - 1:35'59[8]
- 5ª nella Coppa del mondo di marcia, ( Taicang), Classifica a squadre[53]

2015
- 8ª nell'Incontro internazionale di marcia con 13 Nazioni (BLR, CZE, FIN, FRA, IRL, ITA, LTU, NOR, POL, SUI, SVK, SWE, UKR), ( Poděbrady), Marcia 20 km su strada - 1:38'14[54]
- Argento nell'Incontro internazionale di marcia con 13 Nazioni (BLR, CZE, FIN, FRA, IRL, ITA, LTU, NOR, POL, SUI, SVK, SWE, UKR), ( Poděbrady), Classifica a squadre[55]